# I. e. 279
Évszázadok: i. e. 4. század – i. e. 3. század – i. e. 2. század
Évtizedek: i. e. 320-as évek – i. e. 310-es évek – i. e. 300-as évek – i. e. 290-es évek – i. e. 280-as évek – i. e. 270-es évek – i. e. 260-as évek – i. e. 250-es évek – i. e. 240-es évek – i. e. 230-as évek – i. e. 220-as évek
Évek: i. e. 284 – i. e. 283 – i. e. 282 – i. e. 281 –  i. e. 280 – i. e. 279 – i. e. 278 – i. e. 277 – i. e. 276 – i. e. 275 – i. e. 274

## Események

### Hellenisztikus birodalmak
- Pannóniából kiinduló vándorló gall törzsek zúdulnak Görögországra Brennus vezetése alatt. Egy részük megütközik a makedónokkal és a csatában megölik Ptolemaiosz Keraunosz királyt. A thermopülai szorosnál a phókisziak és aitóliabeliek feltartóztatják a gallokat, míg azok utat nem találnak a hegyeken keresztül; a görögök ezután hajóval elmenekülnek. Brennus Delphoi felé indul, ahol a görögök megfutamítják a seregét és ő maga is belehal sérüléseibe. A visszavonuló gallokat a thesszáliaiak és a malisziak győzik le a Szperkheiosz folyónál. Egy részük ezután átkel Kis-Ázsiába, ahol a később róluk Galatiának nevezett régióban települnek le; mások Trákiában megalapítják a rövid életű Tülisz városállamot.
- A delphoi szentély védelmében tanúsított hősiességükért a phókisziakat visszaveszik az amphiktüonia szövetségébe (azután kerültek ki, hogy i. e. 356-ban kifosztották a szentély kincstárát)
- Ptolemaiosz Keraunosz halálával II. Antipatrosz Etésziasz (a korábbi király, Kasszandrosz unokaöccse) lesz Makedónia királya, ám néhány hónappal később hadvezére, Szoszthenész elűzi.
- Az egyiptomi II. Ptolemaiosz elragadja Milétoszt II. Antiokhosz szeleukida királytól.

### Itália
- Rómában Publius Sulpicius Saverriót és Publius Decius Must választják consulnak.
- Róma szövetséget köt Karthágóval közös ellenségük, Pürrhosz ellen. A punok hajókat és pénzt adnak Rómának.
- Mivel nem lát esélyt a város megostromlására, Pürrhosz békét ajánlva elküldi tanácsadóját, Kineaszt Rómába. A szenátus - jórészt Appius Claudius Caecus szónoklatának hatására - elutasítja feltételeit.
- Pürrhosz az asculumi csatában ismét legyőzi a rómaiakat, de maga is súlyos veszteségeket szenved és visszatér Tarentumba.

## Születések
- Khrüszipposz, görög filozófus

## Halálozások
- Brennus, gall hadvezér
- Ptolemaiosz Keraunosz, makedón király